# 李斯堡之役
李斯堡之役（Battle of Leesburg），又名博爾斯布拉夫之役（Battle of Ball's Bluff），於1861年10月21日發生在維吉尼亞，是在早期南北戰爭中麥克萊倫發動的維吉尼亞戰事的一場戰役，在1861年的維吉尼亞戰事中，這李斯堡之役是第二大的戰役。北軍人數為2,000；南軍則有1,600人。

## 戰前
麥克道威於第一次馬納沙斯之役中被打敗後，北軍軍官麥克萊倫就不敢輕率行動，但在林肯的壓力下，他還是率軍南下，這次他選了維吉尼亞的利斯堡。

## 戰事
麥克道威先派軍到恩斯維爾威嚇南軍軍官納丹，納丹就率軍退出恩斯維爾，駐守李斯堡，當晚，麥克道威下令攻城，但其部下並不清楚納丹到底有否撤出，於是派了數個軍團作偵察，然後其他不少北軍軍團亦向南軍發動進攻，但在渡河時兩名北軍軍官陣亡，使北軍陣腳大亂。南軍最終得勝。

## 戰事結束
北軍傷亡921人，南軍149人傷亡。